# 1814

## Esdeveniments
Països Catalans
- 28 de maig, Barcelona, es retiren les tropes franceses, que l'han ocupat a l'anomenada Guerra del Francès.[1]
- 4 de maig, València: Acabada la Guerra del Francès Ferran VII decreta la derogació la Constitució de Cadis i tots els decrets de les Corts de Cadis contra el poder reial, Espanya retorna de iure a l'absolutisme.[2]

Resta del món
- 14 de gener: Pel tractat de Kiel, Dinamarca cedeix Noruega a Suècia. Dinamarca conserva les illes Fèroe, Islàndia i Groenlàndia, antigues possessions noruegues.[3]
- 18 de febrer, França: batalla de Montereau.[4]
- 1 de març - Àustria, Prússia, l'Imperi Rus i la Gran Bretanya signen el Tractat de Chaumont en el que es prometen ajuda mútua contra Napoleó Bonaparte durant la Sisena Coalició restauren els borbons com a reis d'Espanya, donen Bèlgica als Països Baixos i s'estableix la Confederació del Rin, que significa la confederació d'Alemanya. Després es ratificarà en el Congrés de Viena.
- 22 de març, Ferran VII d'Espanya torna a Espanya des de l'exili.[5]
- 25 de març, Veneçuela: els patriotes veneçolans triomfen en la batalla de San Mateo, durant les Guerres d'independència hispanoamericanes.[6]
- 31 de març, París: Tropes anti-napoleòniques ocupen la ciutat.[7]
  - Veneçuela: els patriotes veneçolans triomfen en la batalla de Bocachica, durant les Guerres d'independència hispanoamericanes.[8]
- 6 d'abril - França: és coronat Lluís XVIII de França com a Rei de França.[9]
- 10 d'abril: Batalla de Tolosa de Llenguadoc entre l'exèrcit francès i les tropes del Duc de Wellington.[1]
- 11 d'abril, Castell de Fontainebleau, França: Napoleó Bonaparte és obligat a abdicar i exiliar-se a l'illa d'Elba per la signatura del Tractat de Fontainebleau de 1814.[10]
- 17 de maig: Cristià VIII de Dinamarca és triat rei de Noruega, acte pel qual aquest país s'autoproclama monarquia constitucional independent.[11]
  - - Montevideo (Uruguai): les forces independentistes vencen el combat naval del Buceo al port homònim de l'actual capital de l'Uruguai durant la Guerra de la Independència Argentina.
- 30 de maig: Signatura del Tractat de París com a final de la guerra entre França i la Sisena Coalició, i Lluís XVIII de França és nomenat rei de França.[12]
- 4 de juny - França: El rei Lluís XVIII atorga la Carta de 1814 en la que concedeix alguns dels drets originals de la Declaració dels Drets de l'Home i del Ciutadà als seus súbdits.
- 23 de juny - Montevideo (Uruguay): els independentistes del Riu de la Plata culminen el Setge de Montevideo de 1812-1814 ocupant la ciutat durant la Guerra de la Independència Argentina.
- 11 de setembre, Guerra Anglo-Americana de 1812-1815: En la batalla de Plattsburgh un esquadró estatunidenc comandat per Thomas MacDonough derrota un esquadró britànic que es veu forçat a recular cap al Canadà.[13]
- 1 d'octubre: Comença el Congrés de Viena, després de la derrota de Napoleó.
- 1 / 2 d'octubre - Rancagua (Xile): l'exèrcit reialista del Perú engega la Reconquesta de Xile després de guanyar la batalla de Rancagua en la guerra de la Pàtria Vella.
- 24 de desembre: Regne Unit i els Estats Units signen el Tractat de Gant, establint una "pau perpètua" i posant fi a la Guerra de 1812.
- Aikawa Minwa publica Manga hyakujo, un dels primers mangues de la història.[14]

## Naixements
Països Catalans
- 16 de desembre - Reus, província de Tarragona: Joan Prim, militar i polític català.

Resta del món
- 28 de gener - París: Marie Cornélie Falcon, cantant d'òpera francesa, entre soprano i mezzosoprano, (m. 1897).[15]
- 9 de març - Ucraïna: Taràs Xevtxenko, poeta, artista i humanista.
- 13 de març, Bèrgam: Clara Maffei, salonnière i mecenes italiana (m. 1886).[16]
- 12 de maig - Schwabach, Baviera: Adolf von Henselt, pianista i compositor alemany (m. 1889).[17]
- 22 de maig - Estocolm: Amalia Lindegren, pintora sueca i membre de la Reial Acadèmia Sueca de les Arts (m. 1891).[18]
- 30 de maig - Imperi Rus: Mikhaïl Bakunin, anarquista rus (m. 1876).[19]
- 14 de juny - Oosterhout: Adriana Johanna Haanen, pintora neerlandesa (m. 1895).[20]
- 13 d'agost - Anders Jonas Ångström, físic suec (m. 1874)[21]
- 24 d'octubre - Rafael Carrera y Turcios, president guatemalenc entre 1851 i 1865 (f. 1865)[22]
- 6 de novembre - Dinant (Bèlgica): Adolphe Sax, músic belga, inventor del saxòfon (m. 1894).[23]
- Brussel·les: Arnold Joseph Blaes, clarinetista belga

## Necrològiques
Països Catalans
- 6 de febrer, València: Josepa Domènica Català de Valeriola, aristòcrata valenciana (n. 1764).[24]

Resta del món
- 27 de gener: Johann Gottlieb Fichte, filòsof alemany (n. 1762).
- 26 de març - París, França: Joseph Ignace Guillotin, metge i diputat francès, que va proposar-ne la utilització de la guillotina a França (n. 1738).
- 29 de maig, Martinica: Josefina de Beauharnais, emperadriu de França des de 1804 fins a la mort (n. 1763).[25]
- 2 de setembre - Geòrgia: Catharine Littlefield Greene, inventora americana de la desmotadora (n. 1755).[26]
- 19 de novembre, Roma: Ignasi Lacaba i Vila, cirurgià i catedràtic d'aquesta disciplina a Madrid.
- 2 de desembre: Charenton-Saint-Maurice (França): Marquès de Sade, aristòcrata, escriptor i filòsof francés (n. 1740).